# Zeria nasuta
Espèce
Synonymes
- Solpuga nasuta Karsch, 1880
- Solpuga semifusca Pocock, 1898

Zeria nasuta est une espèce de solifuges de la famille des Solpugidae.

## Distribution
Cette espèce se rencontre au Kenya, en Tanzanie, en Éthiopie, au Congo-Kinshasa et au Zimbabwe.

## Description
Le mâle décrit par Roewer en 1933 mesure 30 mm et les femelles de 32 à 34 mm.

## Publication originale
- Karsch, 1880 : Zur Kenntnis der Galeodiden. Archiv für Naturgeschichte, vol. 46, no 1, p. 228-243 (texte intégral).